# Jurassic World Evolution
Jurassic World Evolution ist ein Videospiel von Frontier Developments, aus dem Genre Wirtschaftssimulation. Es basiert inhaltlich auf dem Film Jurassic World und dessen Fortsetzung Jurassic World: Das gefallene Königreich. Es wurde am 12. Juni 2018 für PlayStation 4, Xbox One und Windows veröffentlicht. Am 3. November 2020 erschien eine Complete Edition für Nintendo Switch.

## Spielprinzip
Jurassic World Evolution ist eine Wirtschaftssimulation, die dem Spieler erlaubt, einen eigenen Freizeitpark im Stile von Jurassic World zu errichten, sowohl mit Besucherattraktionen als auch mit Forschungseinrichtungen. Das Spiel spielt auf sechs Inseln, dem Las-Cinco-Muertes-Archipel und auf Isla Nublar, beides fiktive Inseln bzw. Inselgruppen, die teils schon aus den Filmen bekannt sind. Das Ziel des Spiels ist die Konstruktion eines Dinosaurierparks mit 5 Sternen in der Gesamtbewertung, der sich über alle Inseln erstreckt.
Einen Großteil des Spiels machen die lebendigen Dinosaurier aus, die der Spieler in Gehegen ausstellt. In der Standard-Edition stehen 38, in der Deluxe-Edition 43, verschiedene Arten zur Verfügung, durch die kostenlose Erweiterung „Fallen Kingdom“ stehen noch einmal 6 Dinosaurierarten mehr zur Verfügung.
Der Spieler baut sich einen eigenen Freizeitpark bestehend aus Dinosaurier-Gehegen, Forschungseinrichtungen und Freizeitparkgebäuden, wie z. B. Souvenirläden, Kioske und Essbuden. Dabei muss er ein Gleichgewicht zwischen drei Zweigen der Parkentwicklung halten:
- Sicherheit: Das Verhindern von Dinosaurier-Ausbrüchen oder, dass Menschen verletzt werden.
- Unterhaltung: Der Besitz von vielen Dinosauriern und Unterhaltungsgebäuden
- Wissenschaft: Die Erforschung möglichst vieler Dinosaurierarten.[3]

Dabei muss der Spieler Missionen erfüllen, Rohstoffe und Geld bekommen sowie Fossilien ausgraben, um daraus neue Geninformationen zu bekommen, die benutzt werden, um neue Dinosaurier zum Leben zu erwecken.
Der Spieler wird von verschiedenen Personen, aus den Filmen, durch das Spiel geleitet, z. B. von Dr. Ian Malcolm aus den älteren Jurassic-Park-Teilen, oder Owen Grady. Auch andere Charaktere treten im Verlauf des Spiels auf, die verschiedene Zweige innerhalb des Parkes repräsentieren. Jeder dieser Charaktere versucht seine persönlichen Ziele dem Spieler nahezubringen und ihn von deren Umsetzung zu überzeugen, was unterschiedliche Resultate bei der Entwicklung des Parkes erzielt. Umgesetzt wird das Ganze von verschiedenen Aufträgen der Personen, die erfüllt werden müssen, um neuen Inhalt freizuschalten. Je nachdem, welche Aufträge man erfüllt, verbessert oder verschlechtert sich der Ruf des Spielers bei entsprechenden Personen.
Ein weiteres Feature ist die INGEN-Datenbank, in welcher viele Informationen über das Universum der Jurassic-Park-Filme sowie Fakten über die im Spiel vorhandenen Ausgrabungsstätten und Dinosaurier zu finden sind. Ebenfalls wichtig ist die Besucherbewertung des Parkes: Je zufriedener die Besucher, desto höher die Bewertung. Mit einer hohen Bewertung lassen sich die anderen Inseln freischalten.

## Entwicklung
Jurassic World Evolution wurde von Frontier Developments entwickelt und veröffentlicht. Es basiert auf dem Film Jurassic World: Das gefallene Königreich. Etwa zwei Jahre vor der Veröffentlichung des Films suchte NBCUniversal ein Entwicklerstudio, welches ein Spiel zu dem Film entwickeln sollte. Da Frontier Developments sowieso vorhatte ein Dinosaurier-Spiel zu entwickeln, trat NBCUniversal an diese heran, mit der Aufgabe solch ein Spiel zu entwickeln.
Erstmals wurde Jurassic World Evolution im Vorfeld der Gamescom 2017 für das Jahr 2018 angekündigt. Das Spiel wurde für Windows, PlayStation 4 und Xbox One entwickelt.
Zum Release am 12. Juni 2018 erschien das Spiel nur als Download auf Steam, PlayStation Network und Xbox-Store. Am 3. Juli 2018 erschien eine Retail-Ausgabe der Xbox- und Playstation-Version. Neben der Standard-Edition gibt es noch eine Deluxe-Edition des Spiels, die fünf weitere Dinosaurierarten enthält.
Am 22. Juni 2018 erschien zeitgleich mit dem Erscheinen des Films Jurassic World: Das gefallene Königreich eine kostenlose Erweiterung unter dem Namen „Fallen Kingdom“, die sechs weitere Dinosaurierarten aus dem Film enthält.
Am 9. November 2021 erschien zudem der zweite Teil des Franchises mit dem Namen Jurassic World Evolution 2.

## Rezeption
Für Marcel Kleffmann von 4Players seien die Dinosaurier toll umgesetzt, Parkverwaltung und Besucher wirken hingegen rudimentär. Das Beschaffen von Dinosaurier-DNA erinnere an die Wartezeitenmechanik schlechter Handyspiele. Laut Benjamin Braun von GamersGlobal sorge die Originalmusik von John Williams und die Originalsprechrollen für Atmosphäre, er bemängelte jedoch die langweiligen Missionen und störende Zufallselemente. Der Spiegel bemängelte, dass die Sprechrollen nur Gesprächsfetzen abgeben und keinerlei kohärente Geschichte erzählen. Gameswelt hob lobend hervor, dass auch Anspielungen und Inhalte für die Vorgängerfilmtrilogie enthalten sind. Problematisch sei jedoch, dass der Aufbau immer gleich erfolge und sich die Parks schlussendlich auch stark angleichen. GameStar wertete mit Erscheinen des Nachfolgers nachträglich ab. Fokus des Spiels seien klar die Dinosaurier und nicht genreübliches Mikromanagement. Das Spiel erinnere stark an Jurassic Park: Operation Genesis richte sich mit der verringerten Komplexität im Vergleich mit anderen Freizeitparksimulatoren jedoch klar an Gelegenheitsspieler.

## Erweiterungen
Neben Erweiterungen, welche neue Dinosaurier beinhalten, sind ebenfalls folgende Spiel-Erweiterungen erschienen:
- Dr. Wus Geheimnisse: Hier werden neue Kreuzungen zwischen verschiedenen Dinosauriern behandelt, welche nach erfolgreichem Abschluss auch dem Hauptspiel zur Verfügung stehen
- Claires Zuflucht: Hierbei ist es das Ziel, Dinosaurier von einer dem Untergang geweihten Insel zu retten und Krankheiten zu bekämpfen. Ebenfalls wird ein größerer Wert auf die Paläobotanik gelegt.
- Zurück zum Jurassic Park: Der Spieler wird in das Jahr 1993 zurückversetzt. Das Ziel ist es, den außer Kontrolle geratenen Park (aus dem gleichnamigen Spielfilm) zu stabilisieren und zu eröffnen.